# Coupe du monde de ski alpin 1996-1997
Navigation
Édition précédente Édition suivante
La coupe du monde de ski alpin 1996-1997 est la 31e édition de la coupe du monde de ski alpin, compétition de ski alpin organisée annuellement. Elle se déroule du 26 octobre 1996 au 15 mars 1997.
Les hommes disputent 37 épreuves : 11 descentes, 6 super-G, 8 géants, 10 slaloms et 2 combinés.
Les femmes disputent 32 épreuves : 8 descentes, 7 super-G, 7 géants, 9 slaloms et 1 combiné.
Les championnats du monde sont disputés à Sestrière du 3 au 15 février 1997.

## Tableau d'honneur
| Catégorie | Messieurs            | Dames              |
| --------- | -------------------- | ------------------ |
| Général   | Luc Alphand          | Pernilla Wiberg    |
| Descente  | Luc Alphand          | Renate Götschl     |
| Super G   | Luc Alphand          | Hilde Gerg         |
| Géant     | Michael von Grünigen | Deborah Compagnoni |
| Slalom    | Thomas Sykora        | Pernilla Wiberg    |
| Combiné   | Kjetil André Aamodt  | Pernilla Wiberg    |

## Résumé de la saison
Le français Luc Alphand remporte le classement général de la coupe du Monde et rejoint Jean-Claude Killy, unique français à avoir inscrit son nom au palmarès.
Le skieur de Serre Chevalier réalise un exploit unique en construisant sa victoire finale sur les deux disciplines de vitesse, la descente et le super G. Réaliser une telle performance impliquant une présence constante dans les podiums afin de résister aux skieurs polyvalents capables de s'exprimer de la descente au slalom. Alphand signera neuf podiums parmi lesquels six succès (quatre descentes et deux super G), remportera les classements de la descente et du super G et résistera à la régularité du norvégien Kjetil André Aamodt pour s'imposer avec 37 points d'avance. 
Une saison parfaite qui permet au français élu Champion des champions français par le quotidien sportif L'Équipe à la fin de l'année de se retirer dans la gloire fort d'un palmarès de douze victoires, un gros globe et quatre globes de spécialités.
Michael von Grünigen écrase à nouveau la saison en géant, signant sept podiums sur huit courses. Avec quatre géants au compteur, le suisse remporte un deuxième globe de cristal avec près de 300 points d'avance sur Aamodt.
En slalom, la saison donne lieu à un duel intense entre Thomas Sykora et le champion olympique Thomas Stangassinger. Sykora remporte cinq succès contre seulement un pour Stangassinger plus régulier avec huit podiums en dix courses. C'est finalement Sykora qui remporte le globe de cristal avec 25 points d'avance sur Stangassinger.
Le luxembourgeois Marc Girardelli, hors de forme décide à la mi-saison de mettre un terme à sa carrière longue de 17 années au plus haut niveau :
- 5 coupes du monde (record) et 10 coupes du monde de spécialités (4 en combiné, 3 en slalom, 2 en descente et 1 en géant),
- 46 victoires en coupe du monde dans toutes les disciplines (16 slalom, 11 combiné, 9 super G, 7 géants et 3 descentes)
- 2 médailles olympiques en super G (Argent 1992) et en géant (Argent en 1992),
- 4 titres mondiaux en combiné (1987, 89 et 96) et slalom (1991).

Hermann Maier, un skieur de 25 ans assez méconnu sur le circuit après de longues années passées en coupe d'Europe se révèle en remportant son premier succès lors du super G de Garmisch. Son potentiel physique et technique laisse augurer le meilleur pour un ski autrichien en pleine expansion.
Pernilla Wiberg devient la première skieuse suédoise à remporter la coupe du monde de ski alpin. 
Auteure d'une grande saison, la skieuse de Norrköping excelle dans toutes les disciplines et égale le record détenu par Hanni Wenzel (1980) de 18 podiums sur une saison. Victorieuse à neuf reprises (5 victoires en slalom, 2 en super G et 1 en descente et combiné), Wiberg rejoint Petra Kronberger dans le gotha des skieuses présentant au moins une victoire dans les cinq disciplines du ski alpin. Gagnante du gros globe avec 536 points d'avance sur Katja Seizinger, Wiberg ajoute les globes du slalom et du combiné à son palmarès.
Katja Seizinger dauphine avec un total de 1424 points réalise elle aussi une grande saison. Signant quinze podiums (quatre victoires) elle aussi dans les cinq disciplines la jeune allemande jusque-là spécialiste des épreuves de vitesse s'affirme un peu plus comme une grande polyvalente.
Renate Götschl seule skieuse autrichienne victorieuse dans la saison (1 victoire en descente à Vail) remporte sa première coupe du monde de descente.
Deborah Compagnoni quatrième du général remporte cinq victoires dont quatre géants et accroche dans la discipline le premier globe de cristal de sa carrière.

## Système de points
Le vainqueur d'une épreuve de coupe du monde se voit attribuer 100 points pour le classement général. Les skieurs classés aux trente premières places marquent des points.
| Place  | 1er | 2d | 3e | 4e | 5e | 6e | 7e | 8e | 9e | 10e | 11e | 12e | 13e | 14e | 15e | 16e | 17e | 18e | 19e | 20e | 21e | 22e | 23e | 24e | 25e | 26e | 27e | 28e | 29e | 30e |
| ------ | --- | -- | -- | -- | -- | -- | -- | -- | -- | --- | --- | --- | --- | --- | --- | --- | --- | --- | --- | --- | --- | --- | --- | --- | --- | --- | --- | --- | --- | --- |
| Points | 100 | 80 | 60 | 50 | 45 | 40 | 36 | 32 | 29 | 26  | 24  | 22  | 20  | 18  | 16  | 15  | 14  | 13  | 12  | 11  | 10  | 9   | 8   | 7   | 6   | 5   | 4   | 3   | 2   | 1   |

## Classement général
| Rang | Nom                  | Points | Victoire(s) | Podium(s) |
| ---- | -------------------- | ------ | ----------- | --------- |
| 1    | Luc Alphand          | 1130   | 6           | 9         |
| 2    | Kjetil André Aamodt  | 1093   | 1           | 6         |
| 3    | Josef Strobl         | 1021   | 2           | 5         |
| 4    | Kristian Ghedina     | 990    | 3           | 9         |
| 5    | Michael von Grünigen | 867    | 4           | 7         |
| 6    | Andreas Schifferer   | 781    | 1           | 5         |
| 7    | Hans Knauss          | 756    | 1           | 3         |
| 8    | Thomas Sykora        | 697    | 5           | 6         |
| 9    | Thomas Stangassinger | 670    | 1           | 8         |
| 10   | Werner Franz         | 660    |             | 6         |
| 11   | Atle Skårdal         | 644    |             | 3         |
| 12   | Fritz Strobl         | 641    | 3           | 4         |
| 13   | Lasse Kjus           | 625    | 2           | 4         |
| 14   | Günther Mader        | 611    | 1           | 2         |
| 15   | Steve Locher         | 449    | 1           | 3         |
| 16   | Finn Christian Jagge | 424    | 1           | 3         |
| 17   | Pietro Vitalini      | 419    |             | 2         |
| 18   | Sébastien Amiez      | 396    |             | 4         |
| 18   | Fredrik Nyberg       | 396    | 1           | 1         |
| 20   | Bruno Kernen         | 394    |             | 1         |

| Rang | Nom                   | Points | Victoire(s) | Podium(s) |
| ---- | --------------------- | ------ | ----------- | --------- |
| 1    | Pernilla Wiberg       | 1960   | 9           | 18        |
| 2    | Katja Seizinger       | 1424   | 4           | 14        |
| 3    | Hilde Gerg            | 1150   | 1           | 7         |
| 4    | Deborah Compagnoni    | 967    | 5           | 9         |
| 5    | Isolde Kostner        | 833    | 1           | 5         |
| 6    | Heidi Zurbriggen      | 785    | 2           | 3         |
| 7    | Anita Wachter         | 741    |             | 6         |
| 8    | Renate Götschl        | 647    | 1           | 4         |
| 9    | Martina Ertl          | 620    |             | 1         |
| 10   | Varvara Zelenskaïa    | 604    | 3           | 4         |
| 11   | Florence Masnada      | 432    |             |           |
| 12   | Urška Hrovat          | 428    |             | 1         |
| 13   | Claudia Riegler       | 418    | 3           | 4         |
| 14   | Karin Roten Meier     | 407    |             | 1         |
| 15   | Carole Montillet      | 399    |             | 3         |
| 16   | Stefanie Schuster     | 397    |             | 1         |
| 17   | Lara Magoni           | 391    | 1           | 4         |
| 18   | Katharina Gutensohn   | 382    |             |           |
| 19   | Alexandra Meissnitzer | 358    |             |           |
| 20   | Patricia Chauvet      | 347    |             | 2         |

## Classements de chaque discipline
Les noms en gras remportent les titres des disciplines.

### Descente
| Rang | Nom               | Points | Victoire(s) | Podium(s) |
| ---- | ----------------- | ------ | ----------- | --------- |
| 1    | Luc Alphand       | 779    | 4           | 7         |
| 2    | Kristian Ghedina  | 700    | 3           | 7         |
| 3    | Fritz Strobl      | 571    | 3           | 4         |
| 4    | Werner Franz      | 517    |             | 4         |
| 5    | Josef Strobl      | 470    |             | 1         |
| 6    | Atle Skårdal      | 452    |             | 2         |
| 7    | Pietro Vitalini   | 380    |             | 2         |
| 8    | Franco Cavegn     | 321    |             |           |
| 9    | William Besse     | 288    |             | 2         |
| 10   | Werner Perathoner | 238    |             |           |

| Rang | Nom                | Points | Victoire(s) | Podium(s) |
| ---- | ------------------ | ------ | ----------- | --------- |
| 1    | Renate Götschl     | 483    | 1           | 4         |
| 2    | Heidi Zurbriggen   | 466    | 2           | 3         |
| 3    | Varvara Zelenskaïa | 423    | 3           | 3         |
| 4    | Pernilla Wiberg    | 412    | 1           | 3         |
| 5    | Katja Seizinger    | 405    | 1           | 4         |
| 6    | Isolde Kostner     | 365    |             | 2         |
| 7    | Hilde Gerg         | 265    |             | 1         |
| 8    | Carole Montillet   | 240    |             | 2         |
| 9    | Hilary Lindh       | 236    |             | 1         |
| 10   | Stefanie Schuster  | 212    |             | 1         |

### Super G
| Rang | Nom                | Points | Victoire(s) | Podium(s) |
| ---- | ------------------ | ------ | ----------- | --------- |
| 1    | Luc Alphand        | 351    | 2           | 2         |
| 2    | Josef Strobl       | 333    | 1           | 3         |
| 3    | Andreas Schifferer | 256    | 1           | 2         |
| 4    | Hermann Maier      | 230    | 1           | 2         |
| 5    | Kristian Ghedina   | 218    |             | 2         |
| 6    | Lasse Kjus         | 203    |             | 2         |
| 7    | Atle Skårdal       | 192    |             | 1         |
| 8    | Hans Knauss        | 187    | 1           | 1         |
| 9    | Peter Runggaldier  | 181    |             | 1         |
| 10   | Günther Mader      | 176    |             | 1         |

| Rang | Nom                 | Points | Victoire(s) | Podium(s) |
| ---- | ------------------- | ------ | ----------- | --------- |
| 1    | Hilde Gerg          | 490    | 1           | 4         |
| 2    | Katja Seizinger     | 474    | 2           | 5         |
| 3    | Pernilla Wiberg     | 449    | 2           | 5         |
| 4    | Isolde Kostner      | 355    | 1           | 3         |
| 5    | Martina Ertl        | 248    |             | 1         |
| 6    | Florence Masnada    | 221    |             |           |
| 7    | Varvara Zelenskaïa  | 181    |             | 1         |
| 8    | Svetlana Gladishiva | 178    | 1           | 1         |
| 9    | Katharina Gutensohn | 170    |             |           |
| 10   | Carole Montillet    | 159    |             | 1         |

### Géant
| Rang | Nom                  | Points | Victoire(s) | Podium(s) |
| ---- | -------------------- | ------ | ----------- | --------- |
| 1    | Michael von Grünigen | 660    | 4           | 7         |
| 2    | Kjetil André Aamodt  | 387    | 1           | 3         |
| 3    | Hans Knauss          | 349    |             | 2         |
| 4    | Steve Locher         | 305    | 1           | 2         |
| 5    | Fredrik Nyberg       | 301    | 1           | 1         |
| 6    | Rainer Salzgeber     | 271    |             | 1         |
| 7    | Urs Kälin            | 243    |             | 1         |
| 8    | Andreas Schifferer   | 230    |             | 3         |
| 9    | Patrick Holzer       | 203    |             |           |
| 10   | Siegfried Voglreiter | 191    |             | 1         |

| Rang | Nom                    | Points | Victoire(s) | Podium(s) |
| ---- | ---------------------- | ------ | ----------- | --------- |
| 1    | Deborah Compagnoni     | 560    | 4           | 6         |
| 2    | Katja Seizinger        | 420    | 1           | 5         |
| 3    | Anita Wachter          | 378    |             | 4         |
| 4    | Karin Roten Meier      | 258    |             | 1         |
| 5    | Pernilla Wiberg        | 229    |             | 1         |
| 5    | Sabina Panzanini       | 229    | 2           | 2         |
| 7    | Martina Ertl           | 207    |             |           |
| 8    | Urška Hrovat           | 191    |             |           |
| 9    | Hilde Gerg             | 174    |             | 1         |
| 10   | Ana Galindo Santolaria | 168    |             |           |

### Slalom
| Rang | Nom                   | Points | Victoire(s) | Podium(s) |
| ---- | --------------------- | ------ | ----------- | --------- |
| 1    | Thomas Sykora         | 695    | 5           | 6         |
| 2    | Thomas Stangassinger  | 670    | 1           | 8         |
| 3    | Finn Christian Jagge  | 374    | 1           | 3         |
| 4    | Sébastien Amiez       | 373    |             | 4         |
| 5    | Alberto Tomba         | 352    | 1           | 4         |
| 6    | Kjetil André Aamodt   | 304    |             | 1         |
| 7    | Tom Stiansen          | 296    | 1           | 1         |
| 8    | Kiminobu Kimura       | 289    |             |           |
| 9    | Ole Kristian Furuseth | 286    |             | 1         |
| 10   | Mario Reiter          | 272    | 1           | 1         |

| Rang | Nom                | Points | Victoire(s) | Podium(s) |
| ---- | ------------------ | ------ | ----------- | --------- |
| 1    | Pernilla Wiberg    | 770    | 5           | 8         |
| 2    | Claudia Riegler    | 418    | 3           | 4         |
| 3    | Deborah Compagnoni | 407    | 1           | 3         |
| 4    | Lara Magoni        | 391    | 1           | 4         |
| 5    | Patricia Chauvet   | 347    |             | 2         |
| 6    | Elfi Eder          | 306    |             | 1         |
| 7    | Ingrid Salvenmoser | 250    |             | 1         |
| 8    | Urška Hrovat       | 237    |             | 1         |
| 9    | Sabine Egger       | 234    |             | 1         |
| 10   | Martina Accola     | 217    |             | 1         |

### Combiné
| Rang | Nom                  | Points | Victoire(s) | Podium(s) |
| ---- | -------------------- | ------ | ----------- | --------- |
| 1    | Kjetil André Aamodt  | 160    |             | 2         |
| 2    | Lasse Kjus           | 100    | 1           | 1         |
| 2    | Günther Mader        | 100    | 1           | 1         |
| 4    | Paul Accola          | 90     |             |           |
| 5    | Werner Franz         | 89     |             | 1         |
| 6    | Kristian Ghedina     | 72     |             |           |
| 7    | Andreas Schifferer   | 61     |             |           |
| 8    | Bruno Kernen         | 60     |             | 1         |
| 9    | Hans Knauss          | 50     |             |           |
| 9    | Finn Christian Jagge | 50     |             |           |

| Rang | Nom                   | Points | Victoire(s) | Podium(s) |
| ---- | --------------------- | ------ | ----------- | --------- |
| 1    | Pernilla Wiberg       | 100    | 1           | 1         |
| 2    | Hilde Gerg            | 80     |             | 1         |
| 3    | Anita Wachter         | 60     |             | 1         |
| 4    | Sybille Brauner       | 50     |             |           |
| 5    | Catherine Borghi      | 45     |             |           |
| 6    | Morena Gallizio       | 40     |             |           |
| 7    | Ingeborg Helen Marken | 36     |             |           |
| 8    | Trude Gimle           | 32     |             |           |

## Calendrier et résultats

### Messieurs
| Date                                                      | Lieu          | Épreuve     | Vainqueur            | Second               | Troisième               |
| --------------------------------------------------------- | ------------- | ----------- | -------------------- | -------------------- | ----------------------- |
| 27 octobre 1996                                           | Sölden        | Géant       | Steve Locher         | Michael von Grünigen | Kjetil André Aamodt     |
| 24 novembre 1996                                          | Park City     | Slalom      | Thomas Sykora        | Thomas Stangassinger | Kjetil André Aamodt     |
| 25 novembre 1996                                          | Park City     | Géant       | Josef Strobl         | Hans Knauss          | Michael von Grünigen    |
| 30 novembre 1996                                          | Breckenridge  | Géant       | Fredrik Nyberg       | Urs Kälin            | Hans Knauss             |
| 1er décembre 1996                                         | Breckenridge  | Slalom      | Tom Stiansen         | Thomas Sykora        | Thomas Stangassinger    |
| 15 décembre 1996                                          | Val d'Isère   | Descente    | Fritz Strobl         | Werner Franz         | Patrick Ortlieb         |
| 16 décembre 1996                                          | Val d'Isère   | Super G     | Hans Knauss          | Günther Mader        | Steve Locher            |
| 17 décembre 1996                                          | Madonna       | Slalom      | Thomas Sykora        | Alberto Tomba        | Sébastien Amiez         |
| 20 décembre 1996                                          | Val Gardena   | Descente I  | Luc Alphand          | Atle Skårdal         | Kristian Ghedina        |
| 21 décembre 1996                                          | Val Gardena   | Descente II | Kristian Ghedina     | Luc Alphand          | Josef Strobl            |
| 22 décembre 1996                                          | Alta Badia    | Géant       | Michael von Grünigen | Steve Locher         | Matteo Nana             |
| 29 décembre 1996                                          | Bormio        | Descente    | Luc Alphand          | William Besse        | Kristian Ghedina        |
| 5 janvier 1997                                            | Kranjska Gora | Géant       | Michael von Grünigen | Siegfried Voglreiter | Kjetil André Aamodt     |
| 6 janvier 1997                                            | Kranjska Gora | Slalom      | Thomas Sykora        | Sébastien Amiez      | Thomas Stangassinger    |
| 11 janvier 1997                                           | Chamonix      | Descente    | Kristian Ghedina     | Atle Skårdal         | Werner Franz            |
| 12 janvier 1997                                           | Chamonix      | Slalom      | Thomas Sykora        | Thomas Stangassinger | Martin Hansson          |
| 12 janvier 1997                                           | Chamonix      | Combiné     | Günther Mader        | Kjetil André Aamodt  | Bruno Kernen            |
| 14 janvier 1997                                           | Adelboden     | Géant       | Kjetil André Aamodt  | Michael von Grünigen | Andreas Schifferer      |
| 18 janvier 1997                                           | Wengen        | Descente    | Kristian Ghedina     | Luc Alphand          | Fritz Strobl            |
| 19 janvier 1997                                           | Wengen        | Slalom      | Thomas Sykora        | Thomas Stangassinger | Sébastien Amiez         |
| 24 janvier 1997                                           | Kitzbühel     | Descente I  | Luc Alphand          | Werner Franz         | William Besse           |
| 25 janvier 1997                                           | Kitzbühel     | Descente II | Fritz Strobl         | Werner Franz         | Luc Alphand             |
| 26 janvier 1997                                           | Kitzbühel     | Slalom      | Mario Reiter         | Alberto Tomba        | Finn Christian Jagge    |
| 26 janvier 1997                                           | Kitzbühel     | Combiné     | Lasse Kjus           | Kjetil André Aamodt  | Werner Franz            |
| 29 janvier 1997                                           | Laax          | Super G     | Luc Alphand          | Josef Strobl         | Peter Runggaldier       |
| 30 janvier 1997                                           | Schladming    | Slalom      | Alberto Tomba        | Thomas Stangassinger | Sébastien Amiez         |
| Championnats du monde à Sestrière du 3 au 15 février 1997 |               |             |                      |                      |                         |
| 21 février 1997                                           | Garmisch      | Super G I   | Luc Alphand          | Hermann Maier        | Werner Franz            |
| 22 février 1997                                           | Garmisch      | Descente    | Luc Alphand          | Pietro Vitalini      | Kristian Ghedina        |
| 23 février 1997                                           | Garmisch      | Super G II  | Hermann Maier        | Kristian Ghedina     | Lasse Kjus Atle Skårdal |
| 2 mars 1997                                               | Kvitfjell     | Descente    | Lasse Kjus           | Pietro Vitalini      | Ed Podivinsky           |
| 2 mars 1997                                               | Kvitfjell     | Super G     | Josef Strobl         | Andreas Schifferer   | Lasse Kjus              |
| 8 mars 1997                                               | Shigakogen    | Géant       | Michael von Grünigen | Andreas Schifferer   | Paul Accola             |
| 9 mars 1997                                               | Shigakogen    | Slalom      | Thomas Stangassinger | Finn Christian Jagge | Ole Kristian Furuseth   |
| 12 mars 1997                                              | Vail Finales  | Descente    | Fritz Strobl         | Kristian Ghedina     | Hannes Trinkl           |
| 13 mars 1997                                              | Vail Finales  | Super G     | Andreas Schifferer   | Josef Strobl         | Kristian Ghedina        |
| 15 mars 1997                                              | Vail Finales  | Slalom      | Finn Christian Jagge | Thomas Stangassinger | Alberto Tomba           |
| 15 mars 1997                                              | Vail Finales  | Géant       | Michael von Grünigen | Rainer Salzgeber     | Andreas Schifferer      |

### Dames
| Date                                                      | Lieu               | Épreuve     | Vainqueur                   | Seconde                          | Troisième                      |
| --------------------------------------------------------- | ------------------ | ----------- | --------------------------- | -------------------------------- | ------------------------------ |
| 26 octobre 1996                                           | Sölden             | Géant       | Katja Seizinger             | Deborah Compagnoni               | Hilde Gerg                     |
| 21 novembre 1996                                          | Park City          | Géant       | Sabina Panzanini            | Anita Wachter                    | Katja Seizinger                |
| 22 novembre 1996                                          | Park City          | Slalom      | Claudia Riegler             | Pernilla Wiberg                  | Ingrid Salvenmoser             |
| 30 novembre 1996                                          | Lake Louise        | Descente    | Katja Seizinger             | Carole Montillet                 | Pernilla Wiberg                |
| 1er décembre 1996                                         | Lake Louise        | Super G     | Pernilla Wiberg             | Hilde Gerg                       | Varvara Zelenskaïa             |
| 7 décembre 1996                                           | Vail               | Descente    | Renate Götschl              | Katja Seizinger                  | Isolde Kostner                 |
| 7 décembre 1996                                           | Vail               | Super G     | Svetlana Gladishiva         | Pernilla Wiberg                  | Carole Montillet               |
| 12 décembre 1996                                          | Val d'Isère        | Super G     | Hilde Gerg                  | Katja Seizinger                  | Isolde Kostner                 |
| 21 décembre 1996                                          | Crans Montana      | Slalom      | Claudia Riegler             | Pernilla Wiberg                  | Patricia Chauvet               |
| 28 décembre 1996                                          | Semmering          | Slalom I    | Pernilla Wiberg             | Deborah Compagnoni               | Anita Wachter                  |
| 29 décembre 1996                                          | Semmering          | Slalom II   | Deborah Compagnoni          | Patricia Chauvet                 | Claudia Riegler                |
| 3 janvier 1997                                            | Maribor            | Géant       | Sabina Panzanini            | Anita Wachter Deborah Compagnoni |                                |
| 4 janvier 1997                                            | Maribor            | Slalom      | Pernilla Wiberg             | Urška Hrovat                     | Lara Magoni                    |
| 11 janvier 1997                                           | Bad Kleinkirchheim | Descente    | Heidi Zurbriggen            | Hilde Gerg                       | Stefanie Schuster              |
| 12 janvier 1997                                           | Bad Kleinkirchheim | Super G     | Pernilla Wiberg             | Isolde Kostner                   | Katja Seizinger                |
| 17 janvier 1997                                           | Zwiesel            | Géant I     | Deborah Compagnoni          | Anita Wachter                    | Pernilla Wiberg                |
| 18 janvier 1997                                           | Zwiesel            | Géant II    | Deborah Compagnoni          | Anita Wachter                    | Katja Seizinger                |
| 19 janvier 1997                                           | Zwiesel            | Slalom      | Pernilla Wiberg             | Elfi Eder                        | Deborah Compagnoni             |
| 23 janvier 1997                                           | Cortina d'Ampezzo  | Descente    | Heidi Zurbriggen            | Isolde Kostner                   | Katja Seizinger                |
| 25 janvier 1997                                           | Cortina d'Ampezzo  | Super G     | Isolde Kostner              | Pernilla Wiberg                  | Katja Seizinger                |
| 26 janvier 1997                                           | Cortina d'Ampezzo  | Géant       | Deborah Compagnoni          | Katja Seizinger                  | Sonja Nef                      |
| 1er février 1997                                          | Laax               | Descente    | Varvara Zelenskaïa          | Heidi Zurbriggen Renate Götschl  |                                |
| 2 février 1997                                            | Laax               | Slalom      | Claudia Riegler             | Lara Magoni                      | Martina Accola Pernilla Wiberg |
| 2 février 1997                                            | Laax               | Combiné     | Pernilla Wiberg             | Hilde Gerg                       | Anita Wachter                  |
| Championnats du monde à Sestrière du 3 au 15 février 1997 |                    |             |                             |                                  |                                |
| 28 février 1997                                           | Hakuba             | Descente I  | Varvara Zelenskaïa          | Hilary Lindh                     | Carole Montillet               |
| 2 mars 1997                                               | Hakuba             | Descente II | Varvara Zelenskaïa          | Pernilla Wiberg                  | Renate Götschl                 |
| 7 mars 1997                                               | Mammoth Mountain   | Slalom      | Pernilla Wiberg             | Sabine Egger                     | Lara Magoni                    |
| 7 mars 1997                                               | Mammoth Mountain   | Super G     | Katja Seizinger             | Hilde Gerg                       | Pernilla Wiberg                |
| 12 mars 1997                                              | Vail Finales       | Descente    | Pernilla Wiberg             | Renate Götschl Katja Seizinger   |                                |
| 13 mars 1997                                              | Vail Finales       | Super G     | Katja Seizinger             | Hilde Gerg                       | Martina Ertl                   |
| 15 mars 1997                                              | Vail Finales       | Géant       | Deborah Compagnoni          | Katja Seizinger                  | Karin Roten Meier              |
| 16 mars 1997                                              | Vail Finales       | Slalom      | Pernilla Wiberg Lara Magoni |                                  | Katja Seizinger                |

## Coupe des nations
| Rang | Nom        | Points | Victoire(s) | Podium(s) |
| ---- | ---------- | ------ | ----------- | --------- |
| 1    | Autriche   | 10930  | 17          | 59        |
| 2    | Italie     | 6921   | 13          | 38        |
| 3    | Suisse     | 5846   | 7           | 21        |
| 4    | France     | 4951   | 6           | 17        |
| 5    | Allemagne  | 4840   | 5           | 23        |
| 6    | Norvège    | 4327   | 5           | 18        |
| 7    | Suède      | 3148   | 10          | 20        |
| 8    | Slovénie   | 2740   |             | 1         |
| 9    | États-Unis | 1085   |             | 1         |
| 10   | Russie     | 951    | 4           | 5         |

| Rang | Nom        | Points | Victoire(s) | Podium(s) |
| ---- | ---------- | ------ | ----------- | --------- |
| 1    | Autriche   | 7594   | 16          | 45        |
| 2    | Italie     | 3627   | 4           | 18        |
| 3    | Norvège    | 3611   | 5           | 18        |
| 4    | Suisse     | 3341   | 5           | 15        |
| 5    | France     | 2649   | 6           | 12        |
| 6    | Slovénie   | 1862   |             |           |
| 7    | Canada     | 691    |             | 1         |
| 8    | Suède      | 636    | 1           | 2         |
| 9    | États-Unis | 572    |             |           |
| 10   | Allemagne  | 535    |             |           |

| Rang | Nom        | Points | Victoire(s) | Podium(s) |
| ---- | ---------- | ------ | ----------- | --------- |
| 1    | Allemagne  | 4305   | 5           | 23        |
| 2    | Autriche   | 3336   | 1           | 14        |
| 3    | Italie     | 3294   | 9           | 20        |
| 4    | Suède      | 2512   | 9           | 18        |
| 5    | Suisse     | 2505   | 2           | 6         |
| 6    | France     | 2302   |             | 5         |
| 7    | Russie     | 890    | 4           | 5         |
| 8    | Slovénie   | 878    |             | 1         |
| 9    | Norvège    | 716    |             |           |
| 10   | États-Unis | 513    |             | 1         |

Classement final